# Dömötör Pál (ügyvéd)
Dömötör Pál (másként: Demeter Pál, Dunaszentgyörgy, 1770. január 22. – Baja, 1847. január 7.) ügyvéd Baján és Bács-Bodrogmegye táblabírája. Dömötör Pál költő édesapja.

## Élete
Demeter István fiaként született Dunaszentgyörgyön, szülei nemesek voltak. A jogi akadémiát Debrecenben végezte; a 19. század elején költözött Bajára. Nagy kedvelője volt az irodalomnak, hőskölteményeket és útirajzokat írt. Levelezett Kis Jánossal, Virág Benedekkel és Kazinczy Ferenccel. Több lapot is alapított, nagy népszerűségre tett szert naptáraival, főként a Kecskeméti Nagy Képes Naptárral, melynek első évfolyamában található eredeti közlemények várostörténeti szempontból fontosak.

## Munkái
Szünő bánat és fakadó öröm, melyet Radványi gr. Győry Ferencz úr Bács-Bodrog vármegyék főispáni székébe való fényes iktatásának alkalmával érzett. Pest, 1825.
Kézirati munkái: Úti képek a jó magyar világból. Kolmár József rendezte sajtó alá, de nem jelent meg; ebből mutatványul Berzsenyinél tett látogatását a Hölgyfutár hozta 1860. 75. sz. és Szabadsajtó c. publicisztikai munka.
Levelezésben állott Kis Jánossal, Virág Benedekkel és Kazinczy Ferenccel; 1823-ban meglátogatta Berzsenyi Dánielt és ez útját leirta az Úti képek c. munkájában.